# 中坑 (新竹縣)
中坑，是臺灣新竹縣芎林鄉的一個傳統地域名稱，位於該鄉中部偏北。相較於今日行政區，其範圍大致與中坑村相近。

## 歷史
台灣清治末期至日治初期，中坑地區為一街庄，稱為「中坑庄」，隸屬於竹北一堡。該庄西北及北與水坑庄為鄰，東與下橫坑庄為鄰，東南邊為王爺坑庄，南邊為倒別牛庄，西南邊為九芎林庄。
1901年（日治明治三十四年）11月，全台廢縣廳改設二十廳，該庄隸屬於新竹廳。1909年（明治四十二年）10月，合併二十廳為十二廳，該庄隸屬不變。1920年（大正九年），廢十二廳改設五州二廳，該庄改制為「中坑」大字，隸屬於新竹州竹東郡芎林庄，大字下有「中坑」、「赤柯寮」小字名。
戰後芎林庄改制為芎林鄉，隸屬於新竹縣，大字亦改制為村。1950年桃、竹、苗分治，芎林鄉隸屬不變。

## 交通
國道3號又稱「福爾摩沙高速公路」，是貫穿台灣西部的兩條縱向高速公路之一，大致以橫向轉東北－西南走向蜿蜒經過中坑地區中部偏北地帶。境內未設交流道，但西南側柯子林的縣道120號交會口即為竹林交流道，由此進入可快速前往台灣西部各地。
鄉道竹21線（文華街）是石岡子至芎林的道路，大致以東北—西南走向蜿蜒經過本地區北部及西北部邊界地帶外不遠處的水坑溪谷，並且三度經過本地區境內。由該道路向東北可前往下橫坑、坪林、石岡子並止於縣道118號路口，向西南可前往芎林市區並止於縣道123號路口。

## 景點
- 飛鳳山（台灣小百岳之一）：位於東南端與倒別牛、王爺坑的交界處。